# Le Pin (Tarn-et-Garonne)
Le Pin település Franciaországban, Tarn-et-Garonne megyében. Lakosainak száma 115 fő (2022. január 1.). Le Pin Asques, Caumont, Merles, Saint-Michel és Saint-Nicolas-de-la-Grave községekkel határos.

## Népesség
A település népessége az elmúlt években az alábbi módon változott:
| Lakosok száma | 124  | 123  | 126  | 123  | 123  | 121  | 121  | 119  | 115  |
|               | 2013 | 2015 | 2016 | 2017 | 2018 | 2019 | 2020 | 2021 | 2022 |